# Micrurapteryx
Genre
Micrurapteryx est un genre de lépidoptères (papillons) de la famille des Gracillariidae.

## Liste des espèces
- Micrurapteryx bidentata Noreika, 1992
- Micrurapteryx caraganella (Hering, 1957)
- Micrurapteryx fumosella Kuznetzov & Tristan, 1985
- Micrurapteryx gerasimovi Ermolaev, 1982
- Micrurapteryx gradatella (Herrich-Schäffer, 1855)
- Micrurapteryx kollariella (Zeller, 1839)
- Micrurapteryx occulta (Braun, 1922)
- Micrurapteryx parvula Amsel, 1935
- Micrurapteryx salicifoliella (Chambers, 1872)
- Micrurapteryx sophorella Kuznetzov, 1979
- Micrurapteryx sophorivora Kuznetzov & Tristan, 1985
- Micrurapteryx tibetiensis Bai & Li, 2013
- Micrurapteryx tortuosella Kuznetzov & Tristan, 1985

## Source de la traduction
- (en) Cet article est partiellement ou en totalité issu de l’article de Wikipédia en anglais intitulé « Micrurapteryx » (voir la liste des auteurs).